# Час у Чехії
| синій       | Західноєвропейський час (WET, GMT) (UTC+0) Західноєвропейський літній час (WEST, BST, IST) (UTC+1) |
| фіолетовий  | Західноєвропейський час (WET, GMT) (UTC+0)                                                         |
| червоний    | Центральноєвропейський час (CET) (UTC+1) Центральноєвропейський літній час (CEST) (UTC+2)          |
| жовтий      | Східноєвропейський час (EET) / Калінінградський час (UTC+2)                                        |
| буро-жовтий | Східноєвропейський час (EET) (UTC+2) Східноєвропейський літній час (EEST)(UTC+3)                   |
| зелений     | Далекосхідноєвропейський час (FET)/Московський час (MSK) (UTC+3)                                   |

На всій території Чехії діє час першого поясу (UTC+1) з щорічним переведенням стрілки годинника на одну годину вперед останньої неділі березня о другій годині та на одну годину назад останньої неділі жовтня о третій годині.

## Розташування території Чехії відносно міжнародної системи часових поясів
Крайні точки території Чехії:
- східна 18°52' E
- західна 12°05' E

Це означає, що вся територія країни географічно належить до першого годинного поясу — центральний його меридіан розділяє її практично навпіл. Таке географічне розташування території Чехії є сприятливим для використання тут часу одного поясу, який у Європі називається «центральноєвропейським часом».
| Зона  | Часовий пояс | Стандартний час | Літній час |
| Чехія | 1            | UTC+1           | UTC+2      |
| ----- | ------------ | --------------- | ---------- |

## Літній час
Чехія використовує такий порядок обчислення часу, який використовується в усьому Євросоюзі та багатьох інших країнах і територіях Європи — літній час тут діє з останньої неділі березня (1:00 UTC) до останньої неділі жовтня (1:00 UTC). Часова зона, до якої входить Чехія у цей період — центральноєвропейський літній час.

## Історія змін
Поясний час на чеських землях, які входили тоді до складу Австро-Угорщини, введено 1 жовтня 1891 року. Він відповідав часу першого поясу UTC+1
Літній час (відповідний UTC+2) використовувала Австро-Угорщина у 1916—1918 роках, Третій Рейх у 1940—1945 роках, Чехословаччина у 1945—1949 та щорічно з 1979 року (з 1993 — як Чехія). У сезоні 1946/47 країна використовувала зимовий час (відповідний UTC+0). Зараз Чехія синхронізує свій час з рештою Євросоюзу
| Рік       | Літній час введено      | Літній час відмінено    |
| --------- | ----------------------- | ----------------------- |
| 1916      | 30 квітня, 23:00        | 1 жовтня, 01:00         |
| 1917      | 16 квітня, 02:00        | 17 вересня, 03:00       |
| 1918      | 15 квітня, 02:00        | 16 вересня, 03:00       |
| 1940/42   | 1 квітня, 02:00         | 2 листопада, 03:00      |
| 1943      | 29 березня, 02:00       | 4 жовтня, 03:00         |
| 1944      | 3 квітня, 02:00         | 17 вересня, 03:00       |
| 1945      | 8 квітня, 02:00         | 18 листопада, 00:00     |
| 1946      | 6 травня, 02:00         | 6 жовтня, 03:00         |
| 1946/47   | 1 грудня, 03:00         | 23 лютого, 02:00        |
| 1947      | 20 квітня, 02:00        | 5 жовтня, 03:00         |
| 1948      | 18 квітня, 02:00        | 3 жовтня, 03:00         |
| 1949      | 9 квітня, 02:00         | 2 жовтня, 03:00         |
| 1979      | 1 квітня, 02:00         | 30 вересня, 03:00       |
| 1980      | 6 квітня, 02:00         | 28 вересня, 03:00       |
| 1981—1995 | ост. нд. березня, 02:00 | ост. нд. вересня, 02:00 |
| з 1996    | ост. нд. березня, 02:00 | ост. нд. жовтня, 02:00  |